# جيمي تورنر (لاعب كرة قدم)
جيمي تورنر (بالإنجليزية: Jimmy Turner)‏ هو لاعب كرة قدم بريطاني (وحمل سابقاً جنسية المملكة المتحدة لبريطانيا العظمى وأيرلندا) في مركز الوسط، ولد في 6 أكتوبر 1866 في المملكة المتحدة، وتوفي في 9 أبريل 1904. شارك مع منتخب إنجلترا لكرة القدم. أما مع النوادي، فقد لعب مع بولتون واندررز وديربي كاونتي وستوك سيتي.

## وصلات خارجية
- جيمي تورنر على موقع قاعدة بيانات كرة القدم.إي يو (الإنجليزية)
- جيمي تورنر على موقع ناشيونال فوتبول تيمز (الإنجليزية)